# Minette (Ganggestein)
Die Minette ist ein kaliumreiches Alkaligestein magmatischen Ursprungs aus der Gruppe der shoshonitischen Lamprophyre.

## Etymologie und Geschichtliches
Als Minette wurde ursprünglich ein oolithisches Eisenerz bezeichnet, das in Luxemburg und in Lothringen abgebaut wurde. Léonce Élie de Beaumont benutzte 1822 den Begriff zum ersten Mal, um damit jedoch eine Lamprophyrart zu beschreiben.

## Äußere Erscheinung  und Auftreten

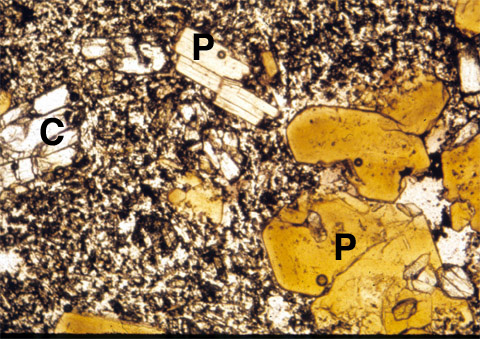
Minette im Dünnschliff

Die Minette ist ein vorwiegend grünlich-graues bis schwarzes, manchmal auch bräunliches, mesotypes, seltener melanokrates Ganggestein mit porphyrischer Textur. Größere Einsprenglinge sind Minerale der Phlogopit-Biotit-Reihe, gelegentlich auch Amphibol. Als kleinere Einsprenglinge fungieren diopsidischer Augit und Olivinpseudomorphosen. Die dichte Grundmasse besteht aus den bereits genannten Mineralien sowie Sanidin und untergeordnet Plagioklas. Die Struktur der Grundmasse ist variabel, ihr panallotriomorphes bis panidiomorphes Feldspat-Teilgefüge kann eisblumenartig entwickelt sein. Auch globulitische und sphärolithische Texturen sind öfters vorhanden. Die Glimmereinsprenglinge zeigen manchmal fluidale Einregelung.
Es gibt auch einige Beispiele für Minetten-Lavaströme wie beispielsweise im Navajo-Volcanic-Field. Diese sind von besonderem Interesse für die Petrologie, da Ganggesteine meist hydrothermalen Veränderungen unterliegen und daher weniger aussagekräftig sind.
Minetten können auch als Einschlüsse in Fremdgesteinen vorliegen, angeführt seien Einschlüsse in Syenit und in Rapakivi-Granit.
Berechnete Druck- und Temperaturverhältnisse von Minettenmagmen vor Eruptionsbeginn sind 1138 °C (Si-reich) bis 1144 °C (Si-arm) bzw. 12 bis 16 ± 4 Kilobar.

## Klassifikation
Als Lamprophyr eignet sich die Minette nicht für eine klassische Einteilung anhand des QAPF- oder des TAS-Diagramms. Die Unterscheidung der einzelnen Lamprophyre erfolgt mit Hilfe des tatsächlichen Mineralbestandes. In ihrer hellen Komponente besitzt die Minette Feldspäte, wobei die Vormachtstellung des Alkalifeldspats gegenüber Plagioklas ausschlaggebend ist. Die dunkle Komponente wird von Biotit/Phlogopit beherrscht, gefolgt von Hornblende. Hinzutreten können noch diopsidischer Augit und womöglich Olivin.
Die Minette ist also anhand ihres Mineralbestandes dem Kersantit sehr ähnlich, letzterer weist jedoch als unterscheidendes Kriterium eine Plagioklasvormacht auf. Auch zum Vogesit bestehen Ähnlichkeiten, der Vogesit führt jedoch keinen Biotit/Phlogopit. Mit Kersantit, Vogesit und Spessartit bildet die Minette die Gruppe der relativ SiO2-reichen shoshonitischen Lamprophyre.

## Zusammensetzung
Der SiO2-Gehalt der Minetten kann sich in einem relativ weiten Bereich zwischen 50 und 60 % bewegen, d. h. Minetten haben mafische bis intermediäre Zusammensetzung. Sie können daher sowohl an SiO2 untersättigt als auch gesättigt sein. Auffallendstes Kennzeichen ist aber ihr meist sehr hoher K2O-Gehalt von 5 bis 7,5 %, ja manchmal sogar bis zu über 9 %. Ihr Totalgehalt an Alkalien liegt um 7 bis 9 %, kann aber bis zu 12 % ansteigen. Die Minetten fallen somit meistens in die TAS-Felder S2 und S3 und sind daher aufgrund ihrer Kaliumvormacht zu Shoshoniten und Latiten äquivalent. Sie können aber auch in die Felder U2 und U3 (Phonotephrite und Tephriphonolite) überwechseln.
Die meisten Minetten sind hypo- bis hyperaluminos, relativ seltene Vertreter auch peralkalisch.

### Mineralogie
Minetten weisen gemäß ihrer Definition folgenden Mineralbestand auf:
Dunkle Komponente:
- Biotit bis eisenreicher Phlogopit – essentiell
- Hornblende, auch Riebeckit/Arfvedsonit – essentiell
- Augit, diopsidisch – untergeordnet
- Olivin, meist Pseudomorphosen – selten
- Orthopyroxen – sehr selten

Helle Komponente:
- Sanidin, auch Orthoklas – essentiell und vorherrschend
- Plagioklas – essentiell

In der Grundmasse treten neben Biotit, Sanidin und Plagioklas auch Quarz (kann bis 20 Volumenprozent erreichen) und Akzessorien wie Apatit, Baryt, Chromit, Rutil, Spinell und Zirkon auf. Ferner die Sekundärminerale Calcit, Chlorit, Dolomit, Magnesit und Serizit sowie feinverteilte Erzminerale, meist als hämatitisches Pigment, aber auch als Ilmenit oder Pyrit.
Der deutliche Zonarbau bei Glimmern lässt auf Ungleichgewichte während der Kristallisation schließen.
Umwandlungsprozesse erfassen meist die Glimmer, die teilweise oder ganz chloritisiert werden, den Olivin, der meist vollständig pseudomorph durch Aktinolith, Chlorit, Karbonate, Quarz und Talk ersetzt wird, und den diopsidischen Augit, der in Chlorit und/oder Calcit umgewandelt wird.

### Chemische Zusammensetzung
Die folgende Tabelle enthält einen Durchschnittswert von 66 globalen Minettenanalysen, einen Durchschnittswert von 18 Analysen aus Jersey und einen Durchschnittswert von 2 Analysen aus Jáchimov; die gemittelten Spurenelemente entstammen 10 Analysen vom Queen Maud Land aus der Antarktis, einer Analyse aus Jersey sowie 2 Analysen aus Jáchimov:
| Oxid  | Durchschnittswert (Gew. %) | Jersey (Gew. %) | Jáchymov (Gew. %) | Spurenelemente | Antarktis (ppm) | Jersey (ppm) | Jáchymov |
| ----- | -------------------------- | --------------- | ----------------- | -------------- | --------------- | ------------ | -------- |
| SiO2  | 53,14                      | 53,79           | 57,32             | Pb             |                 |              | 27,5     |
| TiO2  | 1,41                       | 1,12            | 1,02              | Cu             | 40,6            | 50           | 14,5     |
| Al2O3 | 14,40                      | 12,53           | 15,37             | Ni             | 189             | 414          | 77,5     |
| Fe2O3 | 3,39                       | 3,06            | 3,16              | Cr             | 673             | 574          | 246      |
| FeO   | 4,32                       | 3,86            | 3,67              | V              | 299             | 140          | 122,5    |
| MnO   |                            |                 | 0,13              | Zr             | 149             | 647          | 430,5    |
| MgO   | 7,17                       | 8,34            | 5,60              | Y              | 26,5            | 93           | 31       |
| CaO   | 6,83                       | 7,20            | 4,20              | Sr             | 812             | 2034         | 450      |
| Na2O  | 2,20                       | 1,63            | 2,10              | Ba             | 3073            | 6027         | 1683,5   |
| K2O   | 5,70                       | 6,94            | 5,65              | Rb             | 59              |              | 301,5    |
| P2O5  |                            | 1,49            | 1,02              | Nb             | 9,5             | 21           | 15       |

Anmerkung: Die Analysenwerte sind frei von Volatilen. Wasser und Kohlendioxid betragen in Minetten zwischen 2 und 8 Gewichtsprozent.
Deutlich erkennbar die Kaliumvormacht bei den Minetten, sowie eine hohe bis extrem hohe Anreicherung von inkompatiblen Elementen wie Barium, Phosphor, Strontium, Vanadium, Zirkon und auch generell von Seltenen Erden.

## Entstehung und Assoziation
Der meist mafische Charakter der Minetten lässt auf eine Entstehung im Erdmantel der Lithosphäre schließen. Der sehr hohe Gehalt an inkompatiblen Elementen und insbesondere LILE bei gleichzeitiger Verarmung an HFSE gestattet nur einen sehr niedrigen Grad (< 1 %) partiellen Aufschmelzens. Ausgangsgesteine sind wahrscheinlich Granat-Peridotit oder ein von kaliumgesättigten Flüssigkeiten metasomatosierter Mantelperidotit. In letzterem Fall erlaubt dies eine etwas höhere Aufschmelzrate. Die metasomatisierenden Flüssigkeiten stammen ihrerseits aus rezyklierter kontinentaler Kruste. Eine Verbindung zu vorangegangenen Subduktionsprozessen wird in diesem Zusammenhang ebenfalls in Erwägung gezogen. Der Schmelzvorgang lief sehr wahrscheinlich unter hohem H2O/CO2-Verhältnis ab. Diese Vermutung wird außerdem durch die Anreicherung der Minetten an LREE (leichte Seltene Erden) gestützt, welche ihrerseits auf angereichertes Mantelgestein hindeutet.
Auch eine Hybridisierung von dazitischem und lamproitischem Magma ist möglich.
Minettengänge dringen meist als Spätphasen in Granitoiden (Granite, Granodiorite, Monzonite und Monzogranite) auf.

## Varietäten
- Augit-Minette
- Leukominette
- Olivin-Minette
- Orthopyroxen-führende Minette
- Richterit-Minette

## Auftreten und Fundorte
In Deutschland stehen Minettengänge im Albtal des Südschwarzwalds, in Franken im Rodachtal östlich von Wallenfels und in der Oberpfalz in der Nähe der Kontinentalen Tiefbohrung (KTB) bei Windischeschenbach. 
Neben seiner Typlokalität in Frankreich (Vogesen) finden sich Minetten in folgenden Regionen:
- Antarktis: Queen Maud Land
- Brasilien: Piquiri, Rio Grande do Sul
- Deutschland: Schwarzwald, Bayern (Franken, Oberpfalz)
- England: Cornwall, Cumbria, Devon, Jersey, Yorkshire
- Frankreich: Korsika (Sisco), Massif Central, Morvan, Normandie
- Indonesien: Borneo, Celebes
- Kanada: New Brunswick, Québec
- Mexiko: Colima
- Peru: Puno (Südosten)
- Polen: Riesengebirge
- Serbien: Veliki Majdan
- Tschechien: Brloh, Jáchymov, Kožlí, Mittelböhmischer Pluton
- Vereinigte Staaten: Kalifornien (Sierra Nevada), Montana, Navajo-Volcanic-Field, New Mexico
- Volksrepublik China: Qinling